# Filmografia di Arnold Schwarzenegger

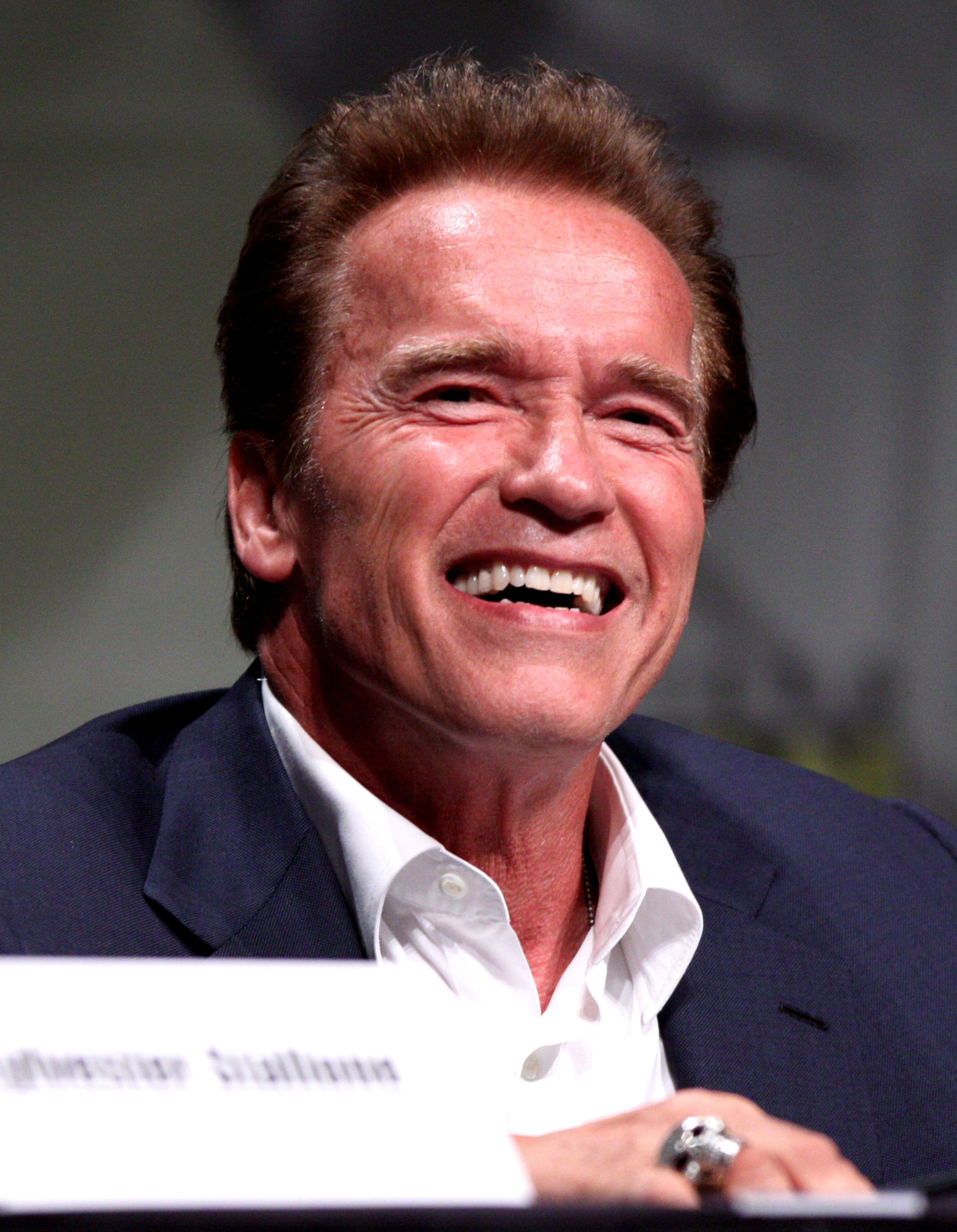
Arnold Schwarzenegger al San Diego Comic-Con International 2012

Arnold Schwarzenegger è un attore, produttore cinematografico, politico ed ex culturista austriaco naturalizzato statunitense che ha recitato in molti ruoli cinematografici. Ha avviato la sua carriera di attore ricoprendo piccoli ruoli in serie TV e film per la televisione. Per il suo primo ruolo cinematografico Ercole a New York, fu accreditato con lo pseudonimo di Arnold Strong per via del suo cognome impronunciabile ma nei film a seguire ritornò al suo cognome anagrafico. Schwarzenegger ha recitato in circa 30 film da protagonista e ha anche avuto esperienze in qualità di regista e produttore. Ha recitato prevalentemente in film d'azione, fantascienza, commedie e fantasy. È inoltre apparso in video musicali per i Bon Jovi, i Guns N' Roses e gli AC/DC.
Ha interpretato il ruolo principale in due saghe: Conan e Terminator. È stato più volte diretto da James Cameron, John McTiernan, Ivan Reitman e Richard Fleischer. Nonostante la sua carriera d'attore si sia interrotta nel 2003 a causa della sua nomina a governatore della California, durante il suo incarico ha fatto diverse comparsate in alcuni film: Il tesoro dell'Amazzonia, Il giro del mondo in 80 giorni, The Kid & I, Terminator Salvation (virtualmente ricostruito tramite CG) e I mercenari - The Expendables, diretto dall'amico Sylvester Stallone. Terminato l'incarico il 3 gennaio 2011, l'11 febbraio dello stesso anno ha annunciato l'intenzione di ritornare a recitare.
Ha diretto un episodio della serie televisiva I racconti della cripta, il film per la televisione Eroe per famiglie e prodotto Last Action Hero - L'ultimo grande eroe, Il sesto giorno e Contagious - Epidemia mortale.
Schwarzenegger ha ricevuto diversi premi e nomination per il suo lavoro cinematografico. Per Un autentico campione, uno dei suoi primi ruoli, ha vinto un Golden Globe per il miglior debutto cinematografico. Ha ricevuto diverse nomination anche per Terminator 2 - Il giorno del giudizio, Junior e True Lies. Secondo il Box Office Mojo, sito che registra le entrate dei botteghini, i film in cui ha recitato Schwarzenegger hanno guadagnato oltre $1.6 miliardi solo negli USA, con una media di $70 milioni a film.
"Se qualcuno mi chiedesse qualcosa riguardo ad arrivare all'apice della carriera di attore e produttore, — diventare come Clint Eastwood o Warren Beatty o Burt Reynolds — beh mi direbbero 'Sai quanto ci vuole per arrivare fin lì? Come pensi di farcela?' Non avrei una risposta, ma qualcosa mi farebbe sentire che sono in grado di farcela."

## Filmografia

### Cinema

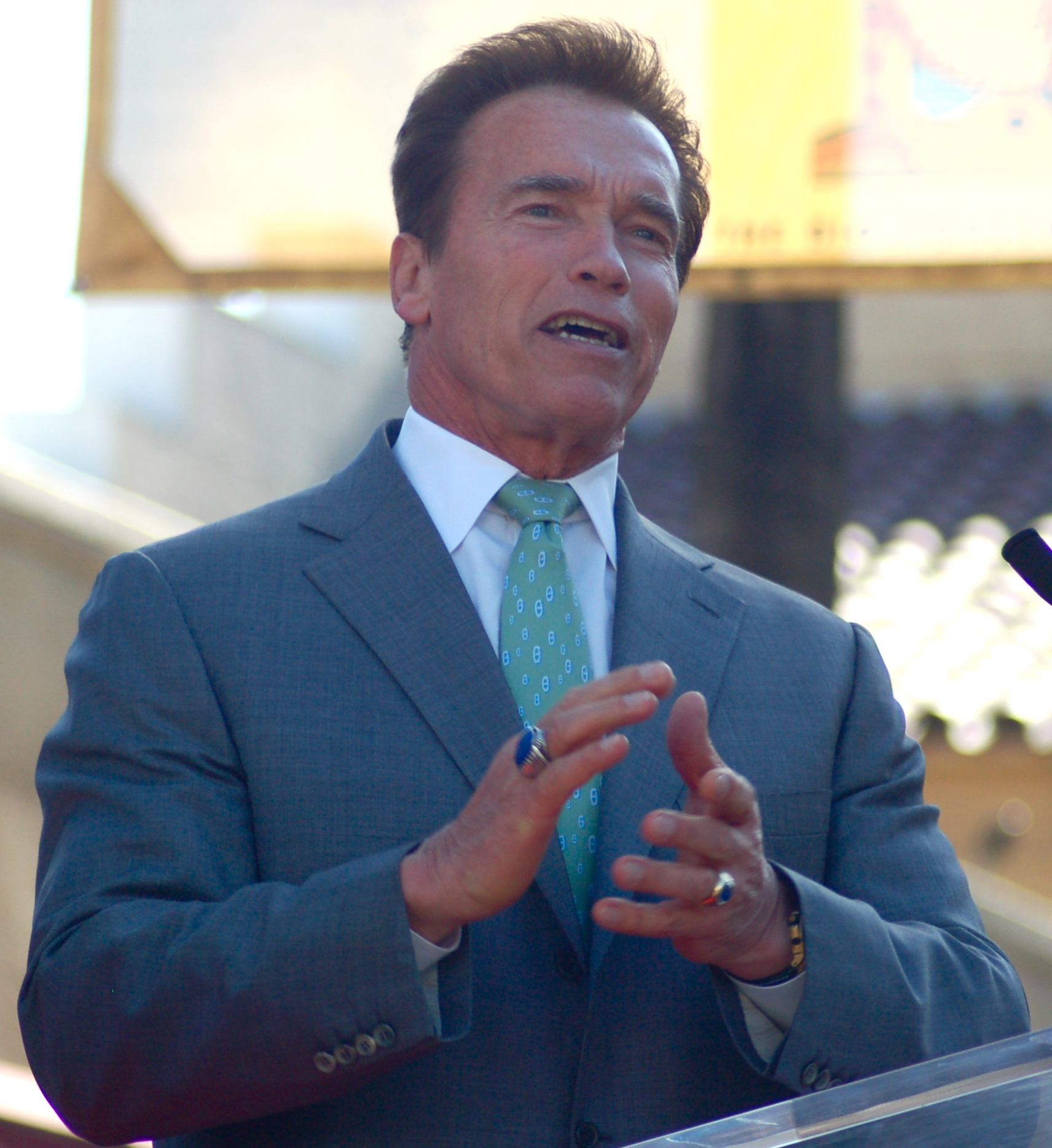
Schwarzenegger alla cerimonia di conferimento della stella a James Cameron sulla Hollywood Walk of Fame nel dicembre 2009

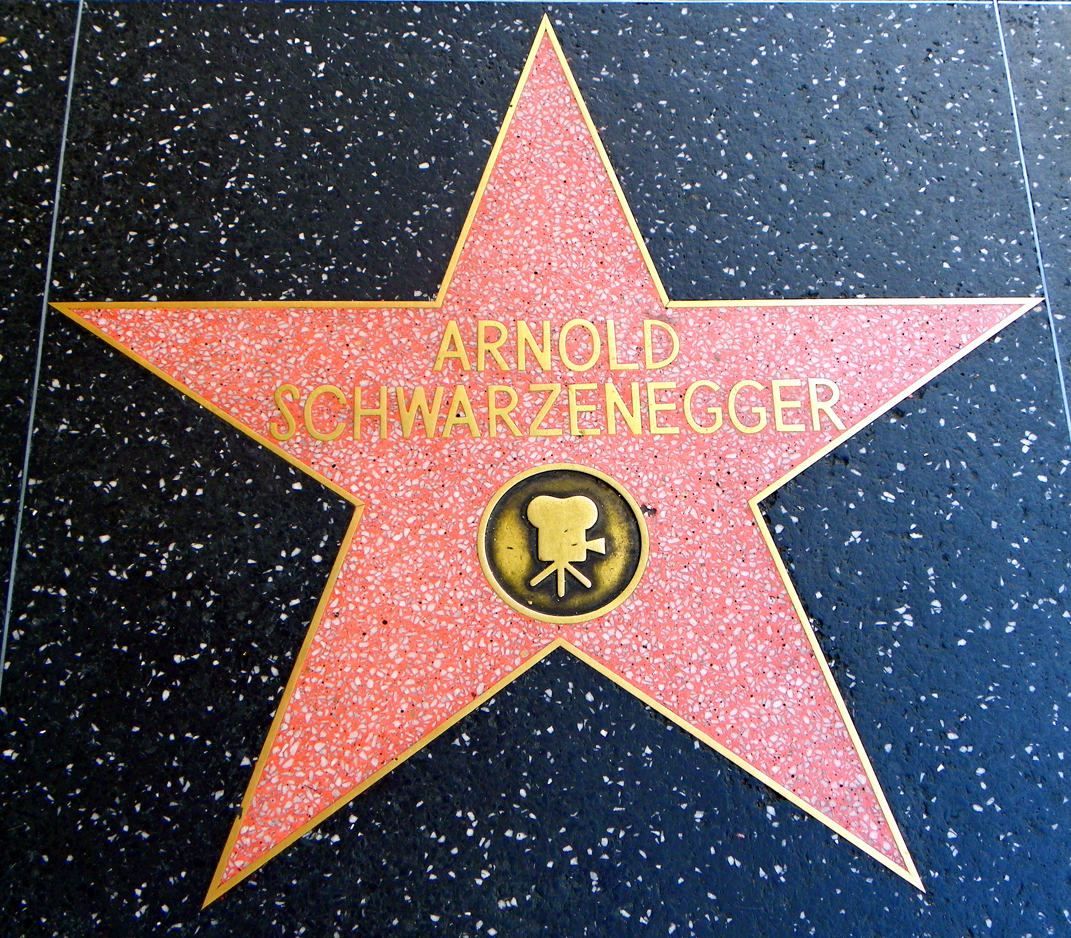
La stella sulla Hollywood Walk of Fame

- Ercole a New York (Hercules in New York), regia di Arthur Allan Seidelman (1970) – accreditato come Arnold Strong "Mr. Universe"[1]
- Il lungo addio (The Long Goodbye), regia di Robert Altman (1973) – non accreditato
- Il gigante della strada (Stay Hungry), regia di Bob Rafelson (1976)
- Jack del Cactus (The Villain), regia di Hal Needham (1979)
- Scavenger Hunt, regia di Michael Schultz (1979)
- Conan il barbaro (Conan the Barbarian), regia di John Milius (1982)
- Conan il distruttore (Conan the Destroyer), regia di Richard Fleischer (1984)
- Terminator (The Terminator), regia di James Cameron (1984)
- Yado (Red Sonja), regia di Richard Fleischer (1985)
- Commando, regia di Mark L. Lester (1985)
- Codice Magnum (Raw Deal), regia di John Irvin (1986)
- Predator, regia di John McTiernan (1987)
- L'implacabile (The Running Man), regia di Paul Michael Glaser (1987)
- Danko (Red Heat), regia di Walter Hill (1988)
- I gemelli (Twins), regia di Ivan Reitman (1988)
- Atto di forza (Total Recall), regia di Paul Verhoeven (1990)
- Un poliziotto alle elementari (Kindergarten Cop), regia di Ivan Reitman (1990)
- Terminator 2 - Il giorno del giudizio (Terminator 2: Judgement Day), regia di James Cameron (1991)
- Dave - Presidente per un giorno (Dave), regia di Ivan Reitman (1993) – cameo
- Last Action Hero - L'ultimo grande eroe (Last Action Hero), regia di John McTiernan (1993)
- True Lies, regia di James Cameron (1994)
- Un poliziotto sull'isola (Beretta's Island), regia di Michael Preece (1994) – cameo
- Junior, regia di Ivan Reitman (1994)
- T2 3-D: Battle Across Time, regia di James Cameron – cortometraggio (1996)
- L'eliminatore - Eraser (Eraser), regia di Chuck Russell (1996)
- Una promessa è una promessa (Jingle All the Way), regia di Brian Levant (1996)
- Batman & Robin, regia di Joel Schumacher (1997)
- Giorni contati - End of Days (End of Days), regia di Peter Hyams (1999)
- Il sesto giorno (The 6th Day), regia di Roger Spottiswoode (2000)
- Danni collaterali (Collateral Damage), regia di Andrew Davis (2002)
- Terminator 3 - Le macchine ribelli (Terminator 3: Rise of the Machines), regia di Jonathan Mostow (2003)
- Il tesoro dell'Amazzonia (The Rundown), regia di Peter Berg (2003) – cameo, non accreditato
- Il giro del mondo in 80 giorni (Around the World in 80 Days), regia di Frank Coraci (2004)
- The Kid & I, regia di Penelope Spheeris (2005) – cameo
- I mercenari - The Expendables (The Expendables), regia di Sylvester Stallone (2010) – cameo, non accreditato
- I mercenari 2 (The Expendables 2), regia di Simon West (2012)
- The Last Stand - L'ultima sfida (The Last Stand), regia di Kim Ji-Woon (2013)
- Escape Plan - Fuga dall'inferno (Escape Plan), regia di Mikael Håfström (2013)
- Sabotage, regia di David Ayer (2014)
- I mercenari 3 (The Expendables 3), regia di Patrick Hughes (2014)
- Contagious - Epidemia mortale (Maggie), regia di Henry Hobson (2015)
- Terminator Genisys, regia di Alan Taylor (2015)
- Aftermath - La vendetta (Aftermath), regia di Elliott Lester (2017)
- Killing Gunther, regia di Taran Killam (2017)
- Iron Mask - La leggenda del dragone (Тайна печати дракона), regia di Oleg Stepchenko (2019)
- Terminator - Destino oscuro (Terminator: Dark Fate), regia di Tim Miller (2019)

### Televisione
- Happy Anniversary and Goodbye, regia di Jack Donohue – film TV (1974)
- The San Pedro Beach Bums – serie TV, episodio 1x10 (1977)
- Le strade di San Francisco (The Streets of San Francisco) – serie TV, episodio 5x20 (1977)
- La storia di Jayne Mansfield (The Jayne Mansfield Story), regia di Dick Lowry – film TV (1980)
- I racconti della cripta (Tales from the Crypt) – serie TV, episodio 2x02 (1990) - non accreditato
- Eroe per famiglie (Christmas in Connecticut), regia di Arnold Schwarzenegger (1992) – cameo, non accreditato
- Due uomini e mezzo (Two and a Half Men) – serie TV, episodio 12x15 (2015)
- Chad Goes Deep – serie TV, episodi 3x01-3x05 (2019)
- FUBAR – serie TV, 16 episodi (2023-2025)
- The Family Stallone – reality show TV (2023-in corso)

### Documentari
- Uomo d'acciaio (Pumping Iron), regia di George Butler e Robert Fiore (1977)
- Questa è l'America (This is America), regia di Romano Vanderbes (1977) – non accreditato
- The Comeback, regia di Geoff Bennett (1980)
- Mr. Olympia Bodybuilding Championships 1980 (1982)
- Carnevale a Rio (Carnival in Rio), regia di Shep Morgan (1983)
- The Making of "Terminator", regia di Drew Cummings (1985)
- The Making of 'Total Recall' (1990)
- Feed, regia di Kevin Rafferty e James Ridgeway (1992)
- The Last Party, regia di Mark Benjamin e Marc Levin (1993)
- The Directors: Joel Schumacher, regia di Robert J. Emery (1997)
- Men of Iron: The Life and Times of the Weider Brothers, regia di Marrin Canell e Ted Remerowski (1999)
- Hollywood Hero, regia di Todd Baker (1999)
- The Making of 'Terminator 2 3D', regia di Ted Garvey (2000)
- Anthony Quinn: The Final Words, regia di John Rowe (2001)
- Predator: The Unseen Arnold (2001)
- Raw Iron: The Making of 'Pumping Iron', regia di Dave McVeigh e Scott McVeigh (2002)
- Christmas From Hollywood (2003)
- How Arnold Won the West, regia di Alex Cooke (2004)
- Running With Arnold, regia di Dan Cox (2007)
- Darfur Now, regia di Ted Braun (2007)
- Accidental Advocate, regia di Jessica Gerstle (2008)
- Capitalism: A Love Story, regia di Michael Moore (2009)
- Inferno: The Making of 'The Expendables', regia di John Herzfeld (2010)
- Tony Curtis: Driven to Stardom, regia di Ian Ayres (2012)
- Milius, regia di Joey Figueroa e Zak Knutson (2013)
- Generation Iron, regia di Vlad Yudin (2013)
- Years of Living Dangerously – serie TV, episodio 1x02 (2014)
- Generation Iron 2, regia di Vlad Yudin (2017)
- The Game Changers, regia di Louie Psihoyos (2018)
- Le meraviglie del mare (Wonders of the Sea 3D), regia di Jean-Michel Cousteau e Jean-Jacques Mantello (2018)
- Andre the Giant, regia di Jason Hehir (2018)
- James Cameron - Viaggio nella fantascienza (James Cameron's Story of Science Fiction) (2018)
- Bruno Sammartino, La Mia Mama, regia di Patrea Patrick (2019)
- Stallone: Frank, That Is, regia di Derek Wayne Johnson (2021)
- Clint Eastwood: L'eredità cinematografica (Clint Eastwood: A Cinematic Legacy), regia di Gary Leva (2021)
- Arnold, regia di Leslie Chilcott – miniserie TV (2023)
- Sly, regia di Thom Zimny (2023)

"Dopo aver diretto I racconti della cripta, un piccolo progetto, mi sentivo in estasi. Era una cosa che non mi sarei mai aspettato, lavorare con gli attori e dare forma ad una scena. È pazzesco."

### Videoclip
- Don't Call it Love delle Girlschool (1982)
- You Could Be Mine dei Guns N' Roses (1991)
- Big Gun degli AC/DC (1993)
- Say It Isn't So dei Bon Jovi (2000)

### Spot
- Stop the Madness (1986) – spot contro la droga
- Nissin Cup Noodle: Arnold Schwarzenegger 'Noodle Man' (1990)
- Nissin Cup Noodle: Arnold Schwarzenegger (1991)
- WWE 2K16 (2015) – T-800
- BMW: Zeus & Hera (2022) – Zeus
- Parkside: Lidl (2023)

### Doppiatore
- Terminator 2: Judgment Day – videogioco (1991)
- Lincoln, regia di Peter W. Kunhardt – film TV (1992)
- Il dottor Dolittle 2, regia di Steve Carr (2001) – non accreditato, sound d'archivio
- Liberty's Kids – serie TV, episodi 1x23-1x35 (2002-2003)
- Terminator 3: War of the Machines – videogioco (2003)
- Terminator 3: Le macchine ribelli – videogioco (2004)
- Cars - Motori ruggenti, regia di John Lasseter (2006) – cameo
- C R: Terminator 2 - Judgment Day – videogioco (2008)
- The Governator, regia di Stan Lee – film TV (2011)
- Family Guy: The Quest for Stuff – videogioco (2014)
- Predator: Hunting Grounds – videogioco (2020)
- Superhero Kindergarten – serie TV, 26 episodi (2021)
- Little Demon – serie TV, episodio 1x03 (2022)
- Secret Level – serie TV, episodio 1x03 (2024)

### Produttore
- Last Action Hero - L'ultimo grande eroe (Last Action Hero), regia di John McTiernan (1993) – produttore esecutivo
- Il sesto giorno (The 6th Day), regia di Roger Spottiswoode (2000)
- Years of Living Dangerously – serie-documentario TV, 17 episodi (2014-2016) - produttore esecutivo
- Contagious - Epidemia mortale (Maggie), regia di Henry Hobson (2015)
- The Apprentice – programma TV, 1 episodio (2017) - produttore esecutivo
- Aftermath  - La vendetta (Aftermath), regia di Elliott Lester (2017)
- Killing Gunther, regia di Taran Killam (2017) – produttore esecutivo
- Le meraviglie del mare (Wonders of the Sea 3D), regia di Jean-Michel Cousteau e Jean-Jacques Mantello (2018)
- The Game Changers, regia di Louie Psihoyos (2018) – produttore esecutivo
- Iron Mask - La leggenda del dragone (The Iron Mask), regia di Oleg Stepchenko (2019) – produttore esecutivo
- Superhero Kindergarten - serie TV, episodio 1x01 (2021) – produttore esecutivo

### Regista
- I racconti della cripta (Tales from the Crypt) – serie TV, episodio 2x02 (1990)
- Eroe per famiglie (Christmas in Connecticut) – film TV (1992)